# Cerkiew Narodzenia Matki Bożej w Krościenku
Cerkiew Narodzenia Matki Bożej w Krościenku (obecnie rzymskokatolicki kościół parafialny pw. Narodzenia Najświętszej Marii Panny) – dawna drewniana greckokatolicka cerkiew, wzniesiona we wsi Krościenko w miejscu wcześniejszej cerkwi, wzmiankowanej w roku 1558.
Na zachód od cerkwi stoi drewniana XIX-wieczna dzwonnica o konstrukcji słupowej, z krytym gontem dachem namiotowym. W pobliżu znajduje się cmentarz cerkiewny z kilkoma starymi nagrobkami.

## Historia
Cerkiew wzniesiona została w roku 1794 lub 1799. W roku 1864 została wyremontowana.
Po powrocie wsi do Polski w roku 1951 cerkiew stała kilka lat opuszczona. W latach 1956–1971 służył greckim emigrantom jako owczarnia i magazyn obornika. W okresie tym całkowitemu zniszczeniu uległa podłoga, drzwi oraz wyposażenie cerkwi.
W roku 1971 obiekt przejął kościół rzymskokatolicki. W roku 1973 wykonany został remont, po którym cerkiew pełni funkcję kościoła parafialnego.

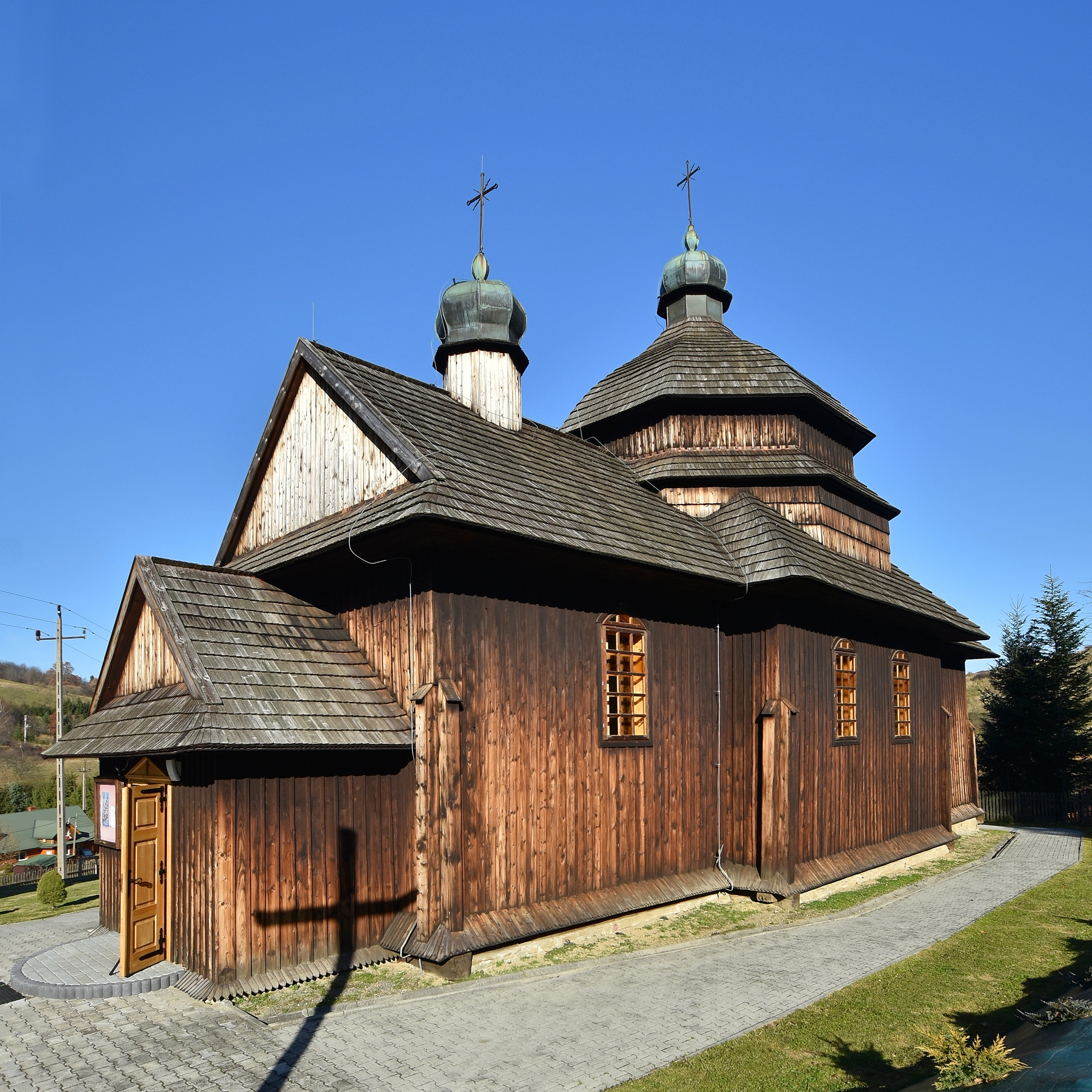
Elewacja frontowa
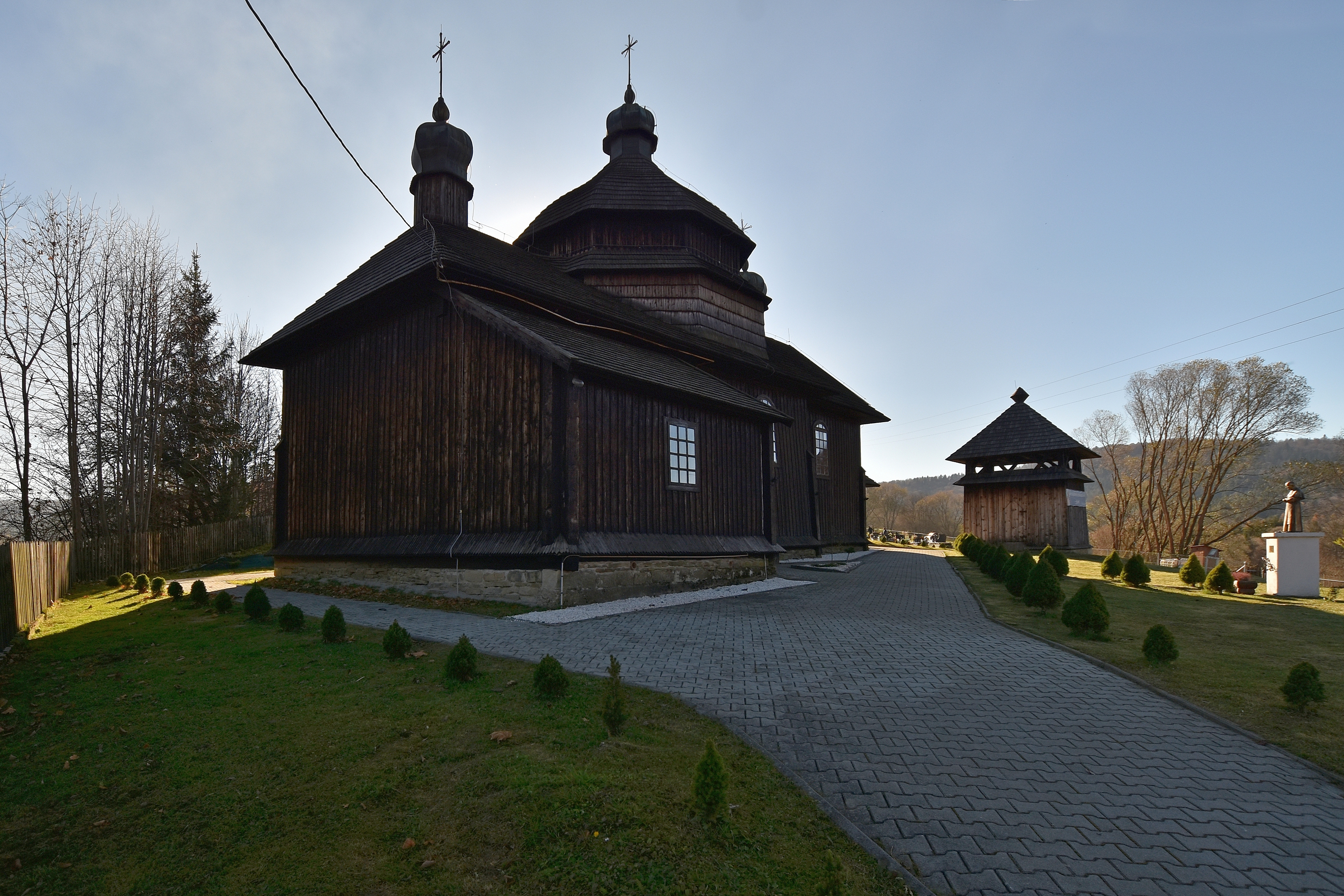
Widok od strony prezbiterium
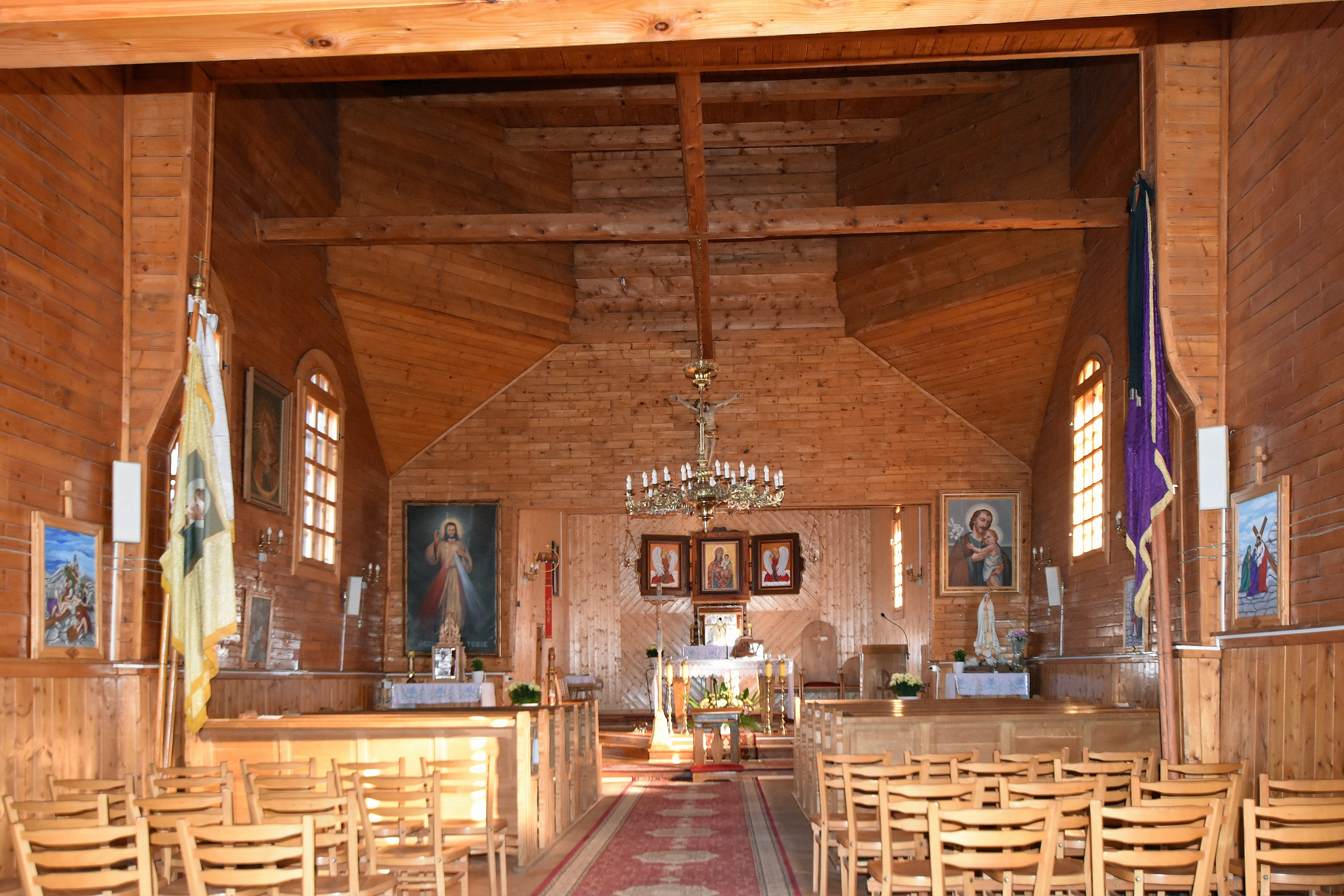
Wnętrze

## Architektura i wyposażenie
Cerkiew w Krościenku jest świątynią orientowaną, trójdzielną o konstrukcji zrębowej. Do prezbiterium od północy przylega zakrystia. Nawa jest szersza niż pozostałe części. Od zachodu do babińca dobudowano niewielki przedsionek. Dach pokryty jest gontem. Nad babińcem i prezbiterium widnieją nieduże wieżyczki z cebulastymi kopułami, nad nawą większa kopuła zbudowana została na ośmiobocznym bębnie.
W świątyni nie zachowały się elementy pierwotnego wyposażenia. Dział Sztuki Cerkiewnej Muzeum Zamku w Łańcucie ma w swoich zbiorach fragmenty ikonostasu z XVIII i XIX wieku, feretron z XIX wieku oraz kamienną chrzcielnicę.